# جورج دبليو. جنكينز
جورج دبليو. جنكينز (بالإنجليزية: George W. Jenkins) هو شخصية أعمال أمريكي، ولد في 29 سبتمبر 1907 في وارم سبرينجز في الولايات المتحدة، وتوفي في 8 أبريل 1996 في ليكلاند في الولايات المتحدة.